# Покровка (Єсільський район)
Покро́вка (каз. Покров) — село у складі Єсільського району Північноказахстанської області Казахстану. Адміністративний центр Покровського сільського округу.
Населення — 1643 особи (2021; 1862 у 2009, 2109 у 1999, 3103 у 1989).
Національний склад станом на 1989 рік:
- росіяни — 57 %.